# A lámpás
A lámpás Gárdonyi Géza 1894-ben írt, könyvalakban 1895-ben megjelent első jelentős, önéletrajzi ihletésű kisregénye volt.
A harminc fejezetre tagolt, két szerzői ívet meghaladó terjedelmű kisregény először folytatásokban jelent meg a Nemzeti Iskola hasábjain 1894. január 8-ától. Az 1840-es években kezdődő történetben egy falusi néptanító, Kovács Ágoston küzdelmes élete elevenedik meg. Egyfelől önéletrajzi ihletésű mű, első személyben megfogalmazott vallomás, amelynek magját Gárdonyi saját küzdelmei szolgáltatták még azokból az évekből (1881–1885), amikor maga is néptanítóként kereste kenyerét. Ebből a szempontból A lámpás a Gárdonyi-életműben az 1903-ban megjelent, szintén önéletrajzi szándékú Az a hatalmas harmadik című regény előképe volt. Másfelől a kisregény lapjain bőven áradt Gárdonyi tollából a közoktatást övező felelőtlen közfelfogás, a tudatos oktatásügy hiányának kritikája, a vallási dogmák, a hitoktatási gyakorlat és az egyház bírálata. A  cselekményt több novellaötletből szőtte össze, ennek következtében a mű némiképp egyenetlen. Az író szenvedélyesen foglalt állást az általa képviselt és elutasított eszmék mellett vagy ellenében, de A lámpásból még hiányzott az a plasztikusan láttató élettapasztalat, amely Gárdonyi századforduló után keletkezett társadalmi és lélektani regényeit jellemezte.

## Történet
|  | Alább a cselekmény részletei következnek! |

A kisregény főszereplője, a pécsi születésű Kovács Ágoston korán árvaságra jut. Hivatásául a tanítóságot választja, s a pécsi tanítóképző intézet elvégzését követően a Somogy vármegyei Kákony katolikus iskolájának segédtanítója lesz. Itt szembesül a néptanítók mindennapjainak nyomorúságával, kiszolgáltatottságával, a szűkös életkörülményekkel. Harcos eszméket vall az iskolai oktatás fontosságáról, a jövendő nemzedékek felnevelésében fontos szerepet betöltő tanítói pályáról, emiatt gyakran összeütközésbe kerül a nemtörődöm, iszákos kántortanítóval. Folyamatos konfliktusban áll a falu papjával is: nem hajlandó kezet csókolni neki, a dogmatikus kitételeket kigyomlálva átírja a gyermekek számára írt iskolai katekizmust stb. Mindezek dacára tanítói ténykedését kénytelenek eredményesnek elismerni felettesei, így egyévi szolgálat után Kákony választott kántortanítója lesz. A szomszéd községből feleséget választ magának, Buzsáky Boriskát, ám nyugodt mederbe terelődött életét egy csapásra megváltoztatja a szabadságharc kitörésének híre.
Katonának áll, s a honvédő háborút végigharcolva Buda ostrománál súlyos sebesülést szenved. Egy budai sváb órásmester és csinos felesége mentik meg életét. Gárdonyi hazaszeretet-ábrázolását jellemző epizód: a magyart csak törve beszélő Gutmann órásmester még aznap felölti az élet-halál közt lebegő Kovács honvédruháját, a harci eseményekbe veti magát és még aznap elesik a magyar szabadságért, két „sváb” gyermeket hagyva maga után: Gutmann Attilát és Bendegúzt. Özvegye odaadóan ápolja a lábadozó tanítót, aki végül a katonai kórházba kerülve összeismerkedik Szőlősi Benedek mátraszéli pappal. Együtt tartanak Erdélybe, hogy ismét csatlakozzanak a honvédsereghez. Útközben éri őket a világosi fegyverletétel híre, így szétválnak: Szőlősi északnak fordul, Kovács pedig Ziegler Sándor – Gárdonyi édesapja, a szabadságharc bujkálni kényszerülő fegyvergyárosa – kíséretében a Dunántúl felé veszi az irányt. Kákonyba hazaérve értesül róla, hogy a falu népe halottnak hitte, s hűtlenné lett felesége gyermeket szült a katolikus papnak.
Nyakába veszi az országot, s egy másik faluban csap fel tanítónak. Gyengéd érzelmeket táplál a helyi iskolamester leánya, Lovassy Ida irányába, de szerelmük beteljesületlen marad. Kovács hiába kilincsel egyházi embereknél, a püspöktől is kihallgatást kérve, korábbi házasságát az egyházi törvények értelmében nem teszik semmissé. A reményét vesztett Ida megmérgezi magát. Kovácsot szerelme halála lesújtja, céltalanul ténfereg, elveszíti Isten igazságosságába vetett hitét. Kötelességtudattól hajtva bevallja hitetlenségét az őt gyóntató papnak, aki megtagadja feloldozását; egy másik lelkész bár feloldozza, de a gyónási titoktartással visszaélve kiprédikálja a templomban. Ekkor régi barátja, a mátraszéli plébános, Szőlősi Benedek hívja falujába tanítónak. A megrendült hitű Kovács elfogadja a felajánlott állást, s a pap Szőlősi a nyílt szellemisége, béklyózatlan gondolkodásmódja, emberszerető habitusa részben hitét is visszaadja. Maga mellé veszi a budai órásmester özvegyét, Gutmann Mariskát, aki a továbbiakban életének gyöngéd lelki társa lesz. Isten előtt nem szentesített kapcsolatukból két gyermek születik, és Kovács mátraszéli tanítóként éli le életét.
|  | Itt a vége a cselekmény részletezésének! |

## A mű utóélete
A lámpás a szerző életében hét kiadást ért meg. A szöveg kiadásról kiadásra változott – jobbára a kiadói szerkesztők keze nyomát viselve magán –, így Gárdonyi végakaratában kikötötte, hogy a halála utáni kiadásokat csak az első, 1894-es megjelenés kézirata alapján lehet előkészíteni. Halála után 2009-ig a mű kilenc kiadást ért meg, emellett 1954-ben megjelent németül is (Die Lampe). A mű alapján azonos címmel Hajdufy Miklós 1973-ban tévéfilmet forgatott, a főszerepekben Kozák Andrással (Kovács Ágoston), Gyöngyössy Katalinnal (Buzsáky Boriska), Császár Angélával (Lovassy Ida), Sinkovits Imrével (Szőlősi Benedek) és Schütz Ilával (Gutmann Mariska).